# Sofia Araújo
Sofia Araújo (* 30. November 1994 in Lissabon) ist eine ehemalige portugiesische Tennis- und seit 2013 aktive Padelspielerin. Sie ist neben Ana Catarina Nogueira die führende Vertreterin des portugiesischen Padels. Sie spielt auf der Rückhandseite.
In der Saison 2024 teilte sie sich den Platz mit drei weiteren Topspielerinnen der Damentour: Delfina Brea, Marta Ortega und Alejandra Salazar. Sie sicherte sich ihren zweiten Titel auf der World Padel Tour und etablierte sich als eine der besten Spielerinnen der Welt, indem sie die Saison unter den besten vier Paaren der Rangliste beendete. Sie ist am Netz gefährlich und verfügt über einen der aggressivsten Schmetterbälle der gesamten Damenliga. Daher zählt sie zu den Spielerinnen mit den meisten Siegtreffern der Saison.

## Sportliche Laufbahn
In jungen Jahren spielte Sofia Araújo Tennis auf der ITF Women’s World Tennis Tour und der WTA Tour, bis sie mit 19 Jahren mit dem Tennis aufhörte und Physiotherapeutin wurde.
Ihr Onkel motivierte sie für das Padel, das sie zunächst im Doppel zusammen mit ihrer Mutter spielte. Nachdem sie sich bei nationalen Turnieren hervorgetan hatte, etablierte sie sich 2018 in den Finalrunden der Damenturniere neben Ana Catarina Nogueira. 2020 gelang ihr der Durchbruch. Zusammen mit Virgínia Riera erreichte sie fünf Viertelfinals und ein Halbfinale der World Padel Tour, was ihr die Teilnahme an ihrem ersten Masters-Finale ermöglichte. 2020 verließ sie ihre Heimatstadt und ihren Klub Benfica Lissabon, für den sie seit 2018 spielte, und zog wegen der besseren Möglichkeiten im spanischen Padel in die spanische Hauptstadt Madrid.
2021 spielte sie mit Eli Amatriain und später erneut mit Ana Catarina Nogueira zusammen. Mit letzterer gewann sie ihren ersten Titel auf der World Padel Tour. 2022 glänzte sie erneut an der Seite von Lorena Rufo, Marta Talaván und Mapi Sánchez Alayeto, wobei sie mit letzterer das Finale der Danish Padel Open erreichte. Ihre Leistung brachte ihr einen Anruf von Lucía Sainz, der ehemaligen Weltranglistenersten, ein, mit der sie die Saison in guter Form beendete.
In der Saison 2023 startete sie ein neues Projekt mit Delfina Brea. Nach vier Turnieren, in denen sie zwei Halbfinals erreichten, entschied sich Brea für einen Wechsel und spielte mit Beatriz González. Für Araújo bot sich dadurch die Gelegenheit, mit Marta Ortega zu spielen. Sie stiegen zum dritten Paar in der Rangliste auf. Nachdem jedoch Gemma Triay Martita Ortega eine Partnerschaft angeboten hatte und diese daraufhin Araújo verlassen hatte, erhielt sie das Angebot von einer der besten Spielerinnen der Geschichte, Alejandra Salazar, die nach überstandener Ellenbogenoperation auf den Platz zurückkehrte. Trotz ihres hohen Niveaus entsprachen die Ergebnisse nicht den Erwartungen. Schließlich begann sie an der Seite von Virgínia Riera ein zweites Kapitel, bevor sie erneut mit Marta Ortega ein Team bildete.

### Siege beim Premier Padel
| Nr. | Jahr | Turnier  | Kategorie | Partner       | Gegner                             | Ergebnis      |
| --- | ---- | -------- | --------- | ------------- | ---------------------------------- | ------------- |
| 1.  | 2025 | Bordeaux | P2        | Andrea Ustero | Beatriz Caldera Carmen Goenaga     | 7:5, 2:6, 6:2 |
| 2.  | 2024 | Genua    | P2        | Marta Ortega  | Ariana Sánchez Paula Josemaría     | 6:3, 7:6      |
| 3.  | 2024 | Gizeh    | P2        | Marta Ortega  | Alejandra Salazar Jessica Castelló | 6:4, 6:2      |